# خوان كارلوس بورغوس
خوان كارلوس بورغوس (بالإسبانية: Juan Carlos Burgos)‏ مواليد 26 ديسمبر 1987 في تيخوانا، هو ملاكم محترف مكسيكي يصنف ضمن فئة وزن الريشة.

## إحصائيات
خاض خلال مسيرته 34 نزالا، فاز في 30 وتعادل في 2 وخسر في 2. فاز بالضربة القاضية في 20 نزالا.

## روابط خارجية
- خوان كارلوس بورغوس على موقع بوكس ريك (الإنجليزية) (registration required)